# 8 (canción)
«8» es una canción de la cantante estadounidense Billie Eilish. Se lanzó el 29 de marzo de 2019, a través de Interscope Records y Darkroom Records junto al lanzamiento de su álbum de estudio When We All Fall Asleep, Where Do We Go? (2019). La pista fue escrita por la cantante junto a su hermano Finneas O'Connell. La canción alcanzó el número setenta y nueve en el Billboard Hot 100 de Estados Unidos y el número cincuenta y dos en Canadá.

## Antecedentes
«8» es una versión del tema en estudio de see-through», una canción inédita, bajo un título alternativo. Esto nació después de que los fanáticos notaron que las pistas tenían la misma duración, y luego Eilish confirmó que le gustaba esta publicación de sus seguidores a través de sus redes sociales.

## Composición
«8» es una canción que se reproduce en un ukelele que manipula la voz de la cantante para que suene a la mitad de su edad. En la letra, Eilish explica sobre una relación que ha seguido su curso. Comenzó como un muro de protección para el chico, pero ahora se ha convertido en una pelea en solitario de la chica para mantener viva la relación. La niña trata de mantener la relación comunicándose con él, pero él no la escucha. Entonces ella decide terminar la relación porque él no tiene gratitud hacia ella por ayudarlo con un desastre emocional previo. Ella le pregunta si él es capaz de sentir algo, y cómo podría hacer las mismas cosas que le hizo prometer que no haría mientras estuvieran juntos.
Según Finneas en una entrevista con MTV , él afirma que: «La parte única de esa canción es que la razón por la que su voz suena así es que simplemente la aceleré, y cuando adelantas algo, se acelera de esa manera, ¿verdad? Y luego grabamos versiones de la forma en que normalmente canta para equilibrarlo. Supongo que fue un experimento divertido que funcionó».

## Créditos y personal
Créditos adaptados de Tidal.
- Casey Cuayo - asistente de mezcla, personal de estudio
- John Greenham - ingeniero de masterización, personal de estudio
- Rob Kinelski - mezcla, personal de estudio
- Billie Eilish O'Connell - voz, composición
- Finneas O'Connell - productor, composición

## Posicionamiento en listas
| Listas (2019)                      | Mejor posición |
| ---------------------------------- | -------------- |
| Australia (ARIA)                   | 35             |
| Canadá (Canadian Hot 100)          | 52             |
| Estados Unidos (Billboard Hot 100) | 79             |
| Nueva Zelanda (RMNZ)               | 83             |
| Suecia (Sverigetopplistan)         | 77             |